# Drugi slovenski kmečki upor
Drugi slovenski kmečki upor je bil eden iz niza kmečkih uporov na Slovenskem, ki se je začel leta 1635. 
Zametki upora so se začeli že leta 1630, ko so se začeli povezovati različni podložniki na gospostvih Ojstrica, Gornji Grad, Laško in podložniki s Kranjske. Upor je v največjem obsegu zajel območje veliko 15.000 km², trajal pa je 2 meseca. V uporu je sodelovalo 15.000 upornikov. Na spodnjem Štajerskem so uporni kmetje požgali okoli 70 graščin, samostanov in župnišč. Na Kranjskem so uničili več mitnic pri Postojni in zasedli okoli 20 graščin. Pri zadušitvi upora je sodelovalo okoli 1800 vojakov iz Vojne krajine, ki so upor zadušili v okolici Šoštanja, Leskovca in Pleterij. Mesta so se obrnila na stran podložnikov oz. plemstva glede na svoje koristi. Oblasti so upornike kaznovale na različne načine, od smrtne kazni do prisilnega dela na Ogrskem, mnogo upornikov pa je dobilo denarne kazni.